# Bellum omnium contra omnes

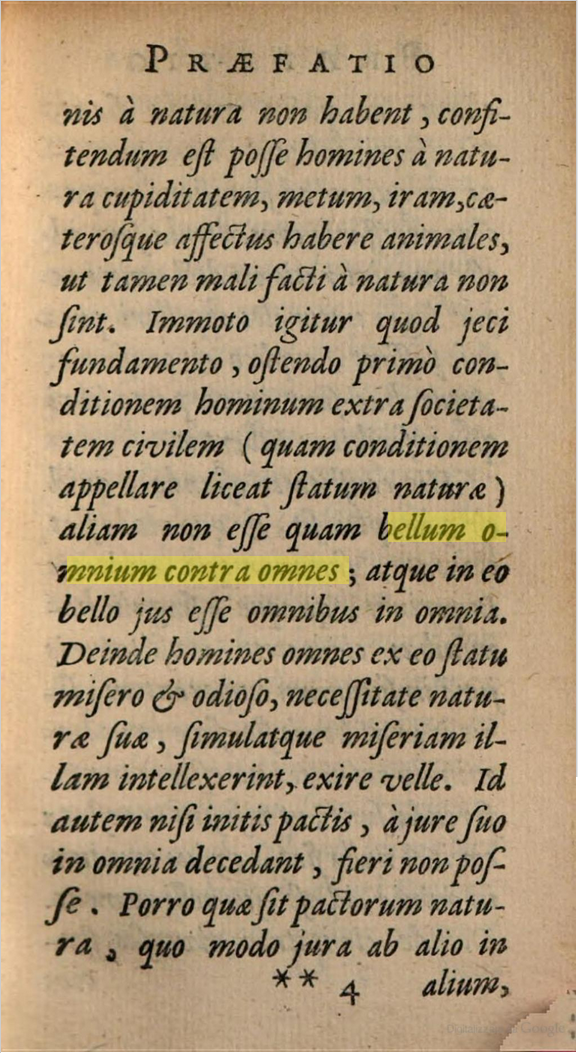
La locuzione ricorre per la prima volta nella prefazione del De Cive (1642).

Bellum omnium contra omnes è una frase latina che letteralmente significa «la guerra di tutti contro tutti»; con essa Thomas Hobbes (1588-1679) descrive lo stato di natura come uno stato di guerra permanente e universale: uno stato in cui, non esistendo alcuna legge, ogni individuo verrebbe mosso dal suo più intimo istinto e cercherebbe di danneggiare gli altri e di eliminare chiunque sia di ostacolo al soddisfacimento dei propri desideri. Poiché solo la legge può distinguere torto e ragione, in sua assenza esisterebbe solo il diritto di ciascuno su ogni cosa (anche sulla vita altrui). Il prossimo sarebbe visto come un nemico e si vivrebbe una conflittualità perenne.

## Ricorrenze negli scritti di Hobbes
Hobbes usa il concetto di «guerra di tutti contro tutti» nei capitoli 13, 14 e 24 del Leviatano (1651); nell'originale in lingua inglese:
1. warre of every one against every one,[3]
2. a warre [...] of every man against every man,[4]
3. a perpetuall warre of every man against his neighbour.[5]

Ma l'espressione latina compariva già nel Il cittadino (1642):
1. come bellum omnium contra omnes nella Praefatio,[6]
2. come bellum omnium in omnes in 1, 12,[7]
3. come bellum istud omnium contra omnes in 1, 13.[8]

## Usi successivi
La frase è stata usata da Karl Marx in diverse occasioni.
- In Sulla questione ebraica (1844):

- In Lineamenti fondamentali della critica dell'economia politica (1857-1858):

- In una lettera a Friedrich Engels:

Anche Friedrich Nietzsche ha usato la frase in Su verità e menzogna in senso extramorale (1873):
e in  Umano, troppo umano; aforisma 615: